# SPRING Performing Arts Festival
SPRING Performing Arts Festival is een internationaal podiumkunstenfestival dat jaarlijks plaatsvindt gedurende tien dagen in de maand mei in de Nederlandse stad Utrecht. SPRING programmeert voorstellingen van hedendaagse (inter)nationale theatermakers en choreografen. De locaties van de voorstellingen variëren per editie. 
Het festival komt voort uit een fusie van Festival a/d Werf en Springdance in 2013. Sinds 2017 organiseert SPRING jaarlijks in oktober het mini-festival SPRING in Autumn in samenwerking met Stadsschouwburg Utrecht. 
SPRING heeft ruim 20.000 bezoekers per jaar. Het festival wordt getypeerd als tegendraads.
De leiding is in handen van een artistiek directeur en een zakelijk directeur. SPRING wordt gesubsidieerd door de gemeente Utrecht, de provincie Utrecht en het Fonds Podiumkunsten en heeft daarnaast diverse partners.